# Fèlix Llaugé i Dausà
Fèlix Llaugé i Dausà, també conegut pel nom artístic de Mag Fèlix o Mago Félix, (Barcelona, 19 de desembre de 1932) és un astròleg i escriptor català.
Originari del districte de Nou Barris de Barcelona, es feu famós gràcies a les nombroses participacions com a endeví al programa de ràdio Versió RAC1, presentat per Toni Clapés a l'emissora RAC1. Col·labora cada setmana amb el seu espai 'La cova màgica' en el programa 'De tú a tú' a Ràdio Trinijove, presentat per Paco Orozco.
Esdevingué el president del Primer Congrés Internacional de Ciències Ocultes, realitzat l'any 1978 a Barcelona, creador de l'Enciclopedia Planeta de las Ciencias Ocultas y Parapsicología i impulsor de la primera edició de la Gran Nit Màgica de Vallgorguina, realitzada el 1r d'agost de 1981.
En un moment de la seva trajectòria tingué un litigi amb l'empresa espanyola titular dels drets d'explotació d'imatge de Fèlix el gat, que el denunciaren per un presumpte plagi en el nom. L'any 2016, el director Joan Vall i Karsunke creà la pel·lícula documental En la cueva del mago, una obra biogràfica amb la intervenció quotidiana al domicili de Llaugé.